# Раух, Альфред Бонавентура фон
Альфред Бонавентура фон Раух (нем. Alfred Bonaventura von Rauch; 1 апреля 1824, Потсдам — 25 сентября 1900, Берлин) — немецкий военачальник, генерал от кавалерии, генерал-адъютант.

## Происхождение и семья
Выходец из прусской дворянской семьи фон Раух, давшей сперва Пруссии, а затем Германской империи целый ряд генералов. Сын генерал-лейтенанта, генерал-адъютанта Фридриха Вильгельма фон Рауха (1790—1850) и его жены Лоретты, урождённой фон Мольтке.
Сам Альфред Бонавентура фон Раух был женат на Елизавете, урожденной графине фон Брюль, фрейлине королевы Елизаветы Людовики Прусской. Елизавета фон Брюль приходилась дочерью суперинтенданту (генеральному директору) прусских королевских театров и музеев Карлу фон Брюлю, а среди других её предков числился первый министр Саксонского Курфюршества Генрих фон Брюль. Их сын, Фридрих Леопольд Бонавентура фон Раух также дослужился до чина генералом кавалерии.

## Биография
Альфред фон Раух получил военное образование в Берлине и Потсдаме, после чего,  9 августа 1842 года начал службу в кавалерийском полку Гар-дю-Кор в чине младшего лейтенанта. В 1848 году он стал адъютантом принца Альбрехта Прусского, младшего брата короля Фридриха Вильгельма IV, а затем — адъютантом генерала кавалерии Фридриха фон Врангеля. Адъютантом фон Врангеля фон Раух служил с 1849 по 1855 год, после чего был произведён в ротмистры и стал командиром одного из эскадронов полка Гар-дю-кор.
В 1858 году фон Раух стал флигель-адъютантом короля Фридриха Вильгельма IV. Был произведён в майоры (1859) и подполковники (1863).

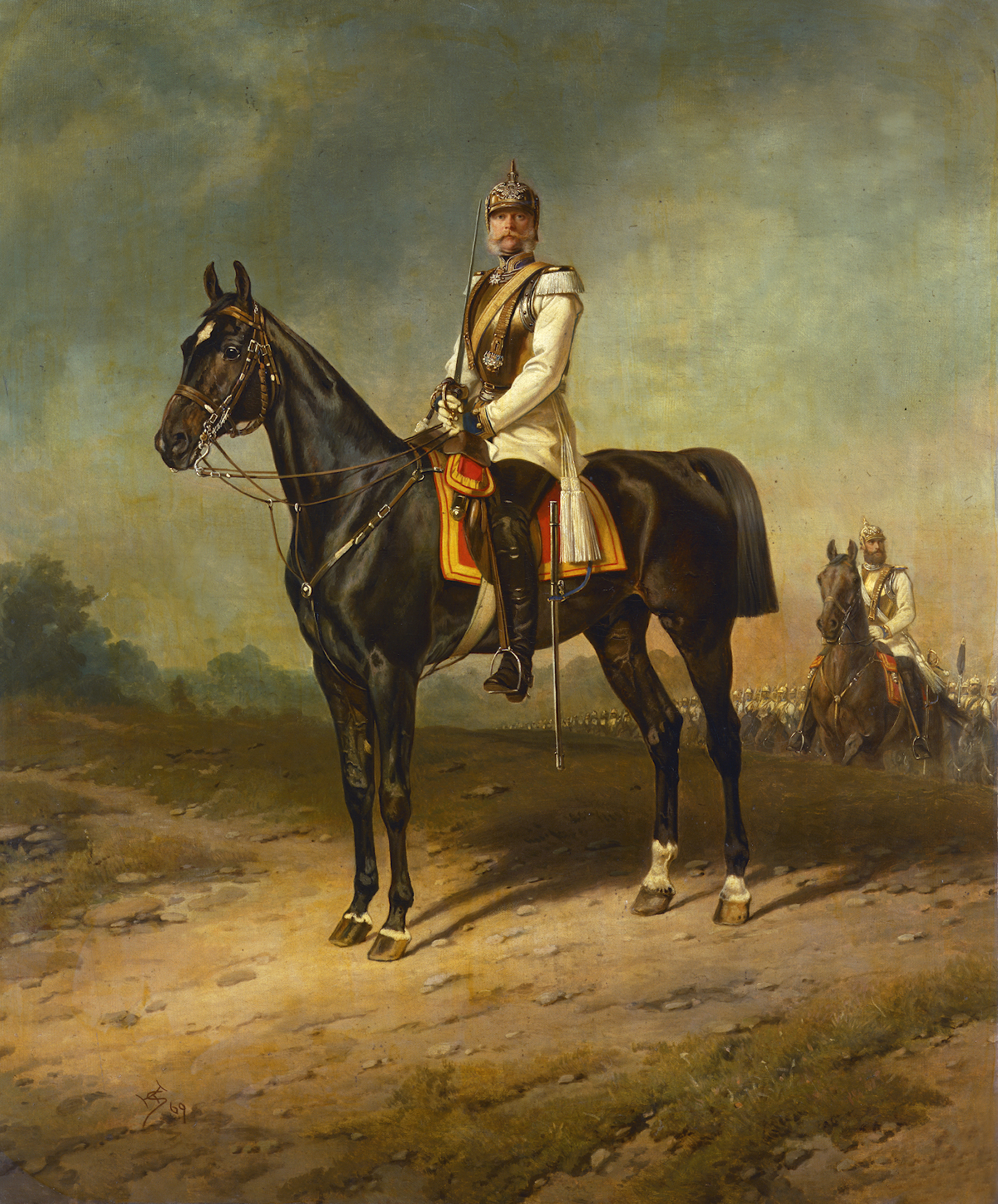
Художник Теодор Шлёпке. Парадный портрет полковника Альфреда фон Рауха, командира 6-го Бранденбургского кирасирского Императора Всероссийского Николая I полка, Художественный музей Шверина.

Во время войны против Дании в 1864 году принимал участие в бомбардировке Фредерисии битва при Дюббёле, служа в штабе прусского главнокомандующего Фридриха фон Врангеля, с которым был уже хорошо знаком.
После окончания войны, Раух стал командиром 6-го Бранденбургского кирасирского Императора Всероссийского Николая I полка, расквартированного в Бранденбурге-на-Хафеле, сменив в это должности полковника герцога Вильгельма Мекленбургского. Во главе этого полка фон Раух принял участие в Австро-прусско-итальянской войне 1866 года, и, в частности, в битве при Кёниггреце.
Во время Франко-Прусской войны фон Раух, в чине генерал-майора, командовал 17-й (Великого герцогства Мекленбургского) кавалерийской бригадой в составе 17-го и 18-го драгунских полков (позднее эту же бригаду будет возглавлять его сын, генерал Фридрих Леопольд фон Раух). Дивизионный командир Альфреда фон Рауха накануне войны аттестовал его так: «Элегантный офицер, с обаятельным характером, тактичен, хорошо знает службу. Учениями этого года в составе бригады  в составе 3 полков и 1 батареи руководил благоразумно и спокойно, а также показал себя удовлетворительно в руководстве дивизионными маневрами. Подходит для продвижения по службе». Тем не менее, Раух оставался командиром 17-й кавалерийской бригады (также иногда называемой Шверинской по месту своего расквартирования) до 1875 года.
В 1875 году Альфред фон Раух стал генерал-лейтенантом и начальником отдела по делам военнослужащих в Берлинском военном министерстве. В 1883 году он вышел в отставку с чином генерала кавалерии.
Однако, 1 января 1884 года кайзер Вильгельм I назначил Рауха своим генерал-адъютантом. Раух оставался генерал-адъютантом вплоть до 1894 года при трёх императорах — Вильгельме I, Фридрихе III и Вильгельме II. В 1894 году он вышел в отставку в силу преклонного возраста.
Генерал кавалерии Альфред фон Раух скончался в 1900 году в Берлине и был похоронен на кладбище Инвалиденфридхоф. Семейное захоронение Раухов во второй половине XX века оказалось расположенным на полуснесённом кладбище в непосредственной близости от Берлинской стены, однако, в дальнейшем было отреставрировано.

## Награды
Королевства Пруссия:
- Крест за выслугу лет[нем.][3]
- Орден Святого Иоанна Иерусалимского почётный рыцарь (1850, Ehrenritter); рыцарь по праву (1869, Rechtsritter)[4]
- Королевский орден Дома Гогенцоллернов рыцарский крест (7 января 1861); мечи к ордену (1864)[5]
- Орден Красного орла 3-го класса с бантом, мечи к ордену (1866)
- Железный крест (1870) 2-го класса на черной ленте[6]
- Орден Красного орла 2-го класса с дубовыми листьями и мечами на кольце (20 сентября 1873)[7]
- Орден Короны 2-го класса со звездой (25 сентября 1875)[8]
- Орден Красного орла 1-го класса с дубовыми листьями и мечами на кольце (18 сентября 1880)[9]
- Орден Красного орла большой крест с дубовыми листьями (18 января 1889), бриллиантовые знаки и число 50 к ордену (1894)[10]

Прочих государств:
- Орден Церингенского льва большой крест (великое герцогство Баден)
- Орден «За военные заслуги» 1-го класса (большой командорский крест) (королевство Бавария)
- Орден Леопольда I большой крест (королевство Бельгия)
- Орден Генриха Льва командорский крест 2-го класса (герцогство Брауншвейг)
- Орден Почётного легиона офицерский крест
- Орден Филиппа Великодушного большой крест (великое герцогство Гессен)
- Орден Вендской короны большой командорский крест (великие герцогства Мекленбург-Шверин и Мекленбург-Стрелиц)
- Крест «За военные заслуги» (Мекленбург-Шверин)[нем.] 1-го класса
- Крест «За отличие на войне»[нем.] (Мекленбург-Стрелиц)
- Почётный крест княжества Липпе 2-го класса
- Орден Железной короны 2-го класса с воинским отличием (Австро-Венгрия)
- Орден Железной короны 1-го класса (Австро-Венгрия)
- Орден Заслуг герцога Петра Фридриха Людвига большой крест (великое герцогство Ольденбург)
- Орден Альбрехта большой крест (королевство Саксония)
- Орден Белого сокола большой крест (великое герцогство Саксен-Веймар-Эйзенах)
- Орден Изабеллы Католической командорский крест 2-го класса (королевство Испания)
- Орден Фридриха большой крест (королевство Вюртемберг)

Российской империи:
- Орден Святого Станислава 1-й степени
- Орден Святой Анны 1-й степени
- Орден Святого Владимира 2-й степени
- Орден Белого орла

## Скачки
Страстный любитель скачек, Альфред фон Раух много сделал для развития в Германии этого вида спорта. В молодости он сам участвовал в заездах, как жокей-любитель, а в дальнейшем являлся одним из основателей ипподрома в берлинском Карлсхорсте, существующего по настоящее время.